# Jerry Lucena
Jerry Ruben Lucena (11 de agosto de 1980, Esbjerg, Dinamarca) es un futbolista filipino, nacido en Dinamarca. Juega de defensa y su actual equipo es el Esbjerg fB de la primera división danesa.

## Trayectoria
| Club       | País      | Año             |
| ---------- | --------- | --------------- |
| Esbjerg fB | Dinamarca | 1999-2007       |
| Aarhus GF  | Dinamarca | 2007-2012       |
| Esbjerg fB | Dinamarca | 2012-actualidad |

## Internacional
Es internacional con Filipinas desde 2011, jugando 28 partidos y anotando un gol. Antes, había jugado con la selección sub-21 de Dinamarca.